# Polaromonas aquatica
Polaromonas aquatica es una especie de bacteria gramnegativa del género Polaromonas. Descrita en el año 2006. Su etimología hace referencia al agua. Es un bacilo de 1-2 µm de largo, móvil y aerobio. Catalasa y oxidasa positivas. Muestra buen crecimiento en los medios R2A, TSA y PYE, entre 25-30 °C. Forma colonias color beige translúcidas. Únicamente se ha aislado de agua del grifo en industria papelera en  Suecia.